# اوینگ (میزوری)
اوینگ (به انگلیسی: Ewing) یک شهر در ایالات متحده آمریکا است که در شهرستان لویس، میزوری واقع شده‌است. اوینگ ۱٫۶۱ کیلومتر مربع مساحت و ۴۵۶ نفر جمعیت دارد و ۲۰۸ متر بالاتر از سطح دریا قرار دارد.